# Гомосексуальность в эпоху Возрождения

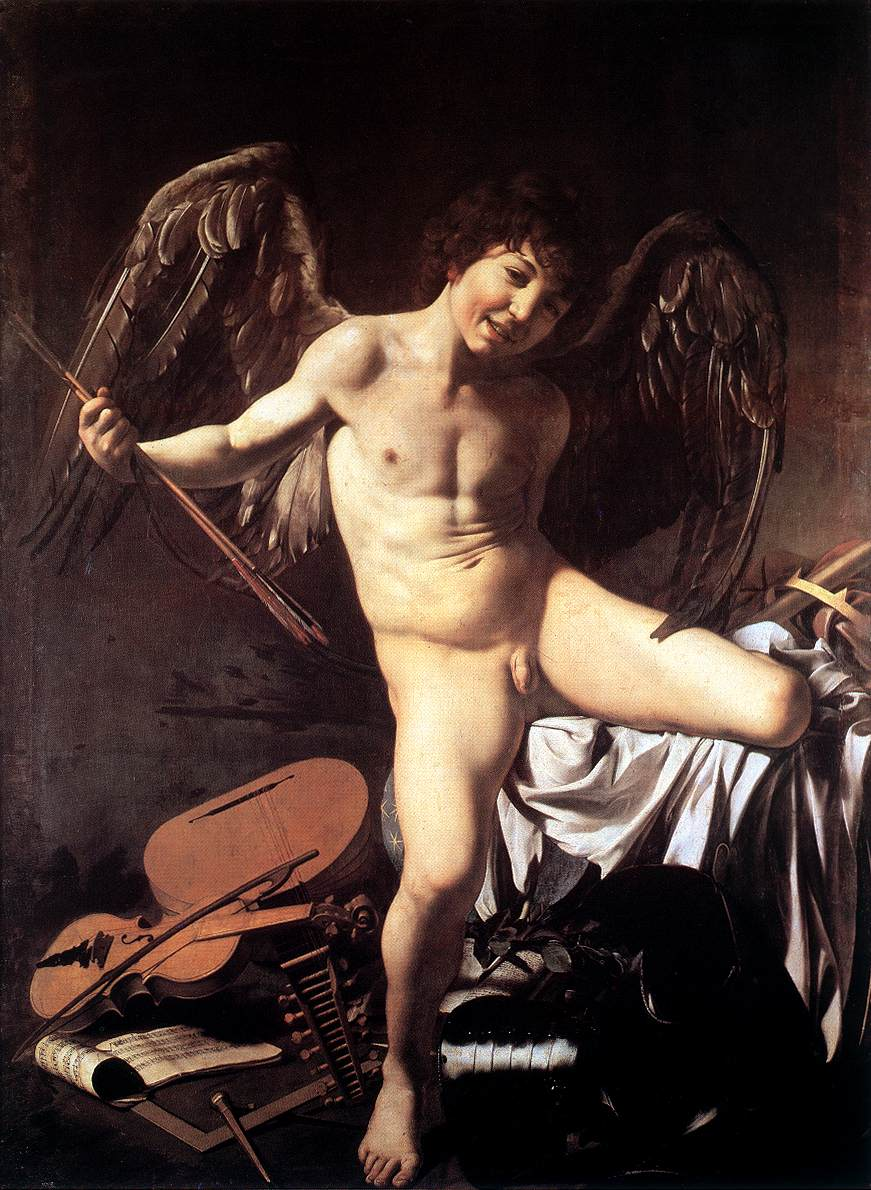
Караваджо. «Любовь побеждает всё» (аллегория). 1602—1603. Холст, масло.
Берлинская картинная галерея, Берлин (Германия).

Гомосексуальность в эпоху Возрождения. Статья рассматривает период второй половины XIV — начала XVII века в Европе.

## Италия

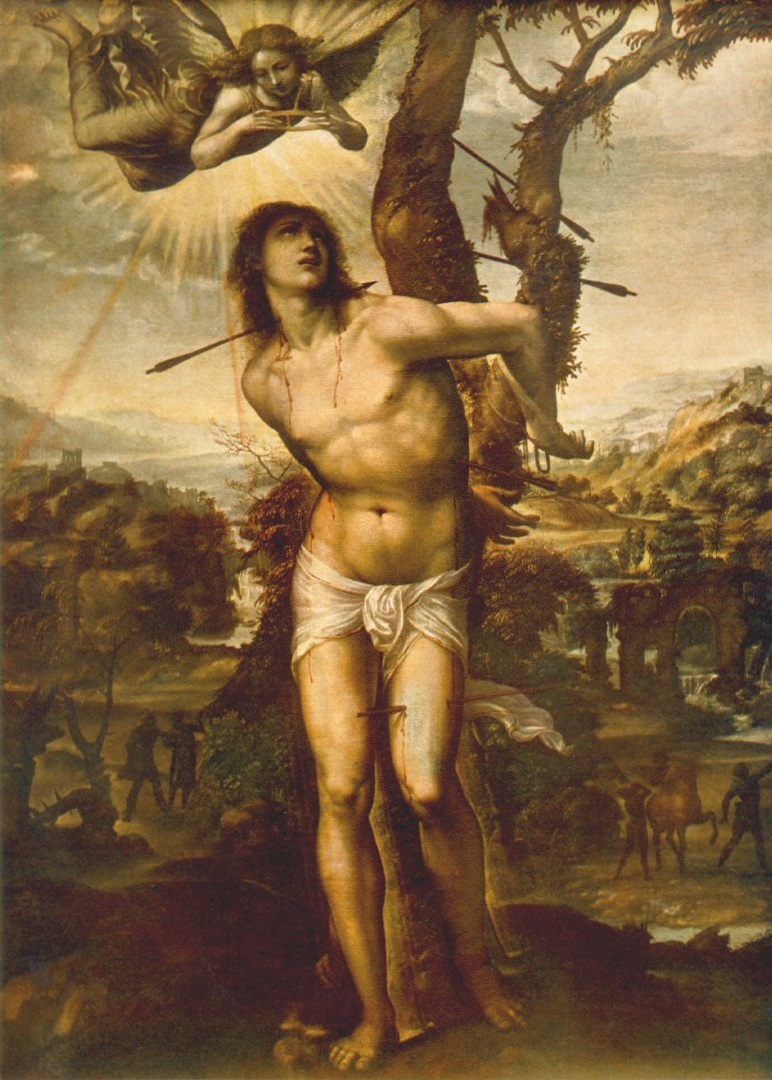
Содома. «Святой Себастьян». 1525. Холст, краска. Галерея Уффици, Флоренция (Италия)

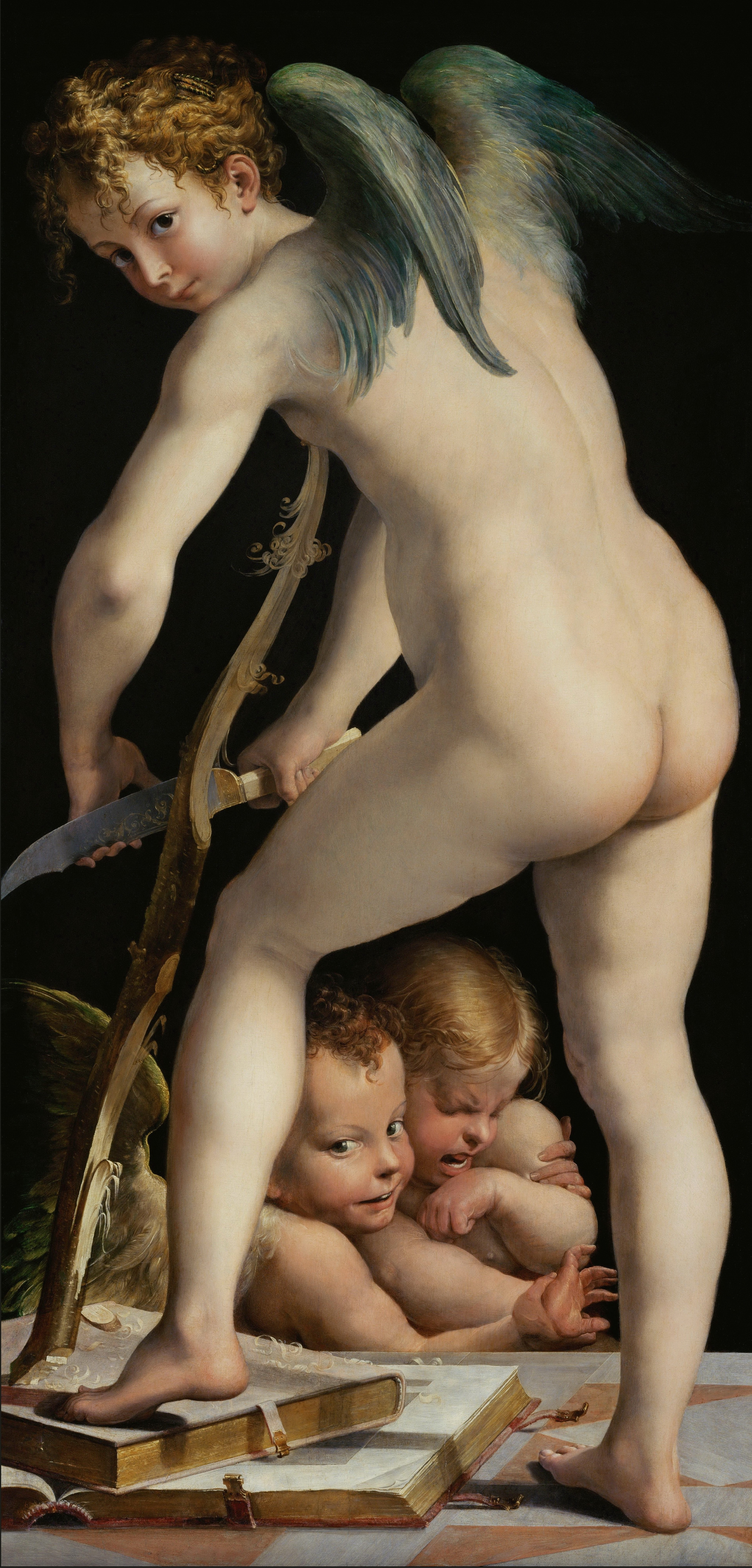
Ф. Пармиджанино. «Купидон». Ок. 1534/1539. Липа, масло. Музей истории искусств, Вена (Австрия)

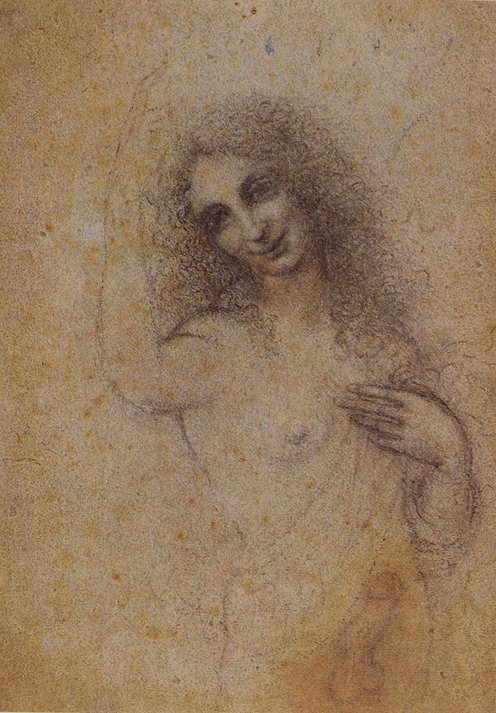
Леонардо да Винчи. «Ангел во плоти». 1513—1515. Голубая бумага, чёрный мел или древесный уголь. Частная коллекция. Фонд Педретти, Лос-Анджелес (Калифорния, США)
----
Набросок Леонардо для картины «Иоанн Креститель», сделанный с его ученика Салаи. На рисунке выделяется эрегированный пенис

Распространение однополой любви, в том числе среди духовенства — популярная тема сатирической литературы эпохи Возрождения.
Так, в «Декамероне» Боккаччо (середина XIV века) дано такое описание папского двора в Риме: «все они, от мала до велика, открыто распутничают, предаются не только разврату естественному, но и впадают в грех содомский, что ни у кого из них нет ни стыда, ни совести, что немалым влиянием пользуются здесь непотребные девки, а равно и мальчишки и что ежели кто пожелает испросить себе великую милость, то без их посредничества не обойтись».
В 1520 году в сатирическом диалоге «Вадиск, или Римская троица» Ульрих фон Гуттен писал: «Три вида граждан в городе Риме: Симон, Иуда и содомляне», а также «Мы видим в Германии священников, о которых говорят, что они собственным телом заплатили в Риме за свой приход», а о римских церковных чинах персонаж Гуттена отзывается: «А они за наш счёт кормят коней, собак, мулов и — какой срам! — содержат потаскух и развратных мальчишек».
Поджо Браччолини в диалоге «Против лицемеров» (1448) сатирически описывает, как христианский проповедник предостерегал паству рассказами о всевозможных сексуальных «извращениях», а простецы, которые ранее ничего об этом не знали, в восторге на руках относили священника домой.
Мифологический мотив, делавший Орфея изобретателем однополой любви, который находили в «Метаморфозах» Овидия, вслед за «Романом о Розе» (XIII век) развит в поэме Анджело Полициано «Сказание об Орфее»: Орфей, лишившись Евридики, прославляет любовь к юношам. На основании этого сторонники Савонаролы обвиняли в содомии и самого Полициано.
В литературе зачастую использовались античные мотивы. Например, новелла 10 из пятого дня «Декамерона» Боккаччо использует сюжет «Метаморфоз» Апулея, когда муж обнаруживает дома любовника жены и в отместку отправляет молодого человека к себе в постель. В комедии Макиавелли «Клиция» представлена вариация на тему комедии Плавта «Касина», обыгрывающая подмену в постели юной девушки на слугу.
Антонио Беккаделли (Панормита) в сборнике «Гермафродит» вслед за Марциалом описывает разнообразие сексуального поведения, включая однополую любовь.
В XLIII песне поэмы Ариосто «Неистовый Роланд» варьируется сюжет из Овидия о Кефале и Прокриде: герой Ансельм, прогнавший свою жену Аргию, ложно обвинив её в измене, соглашается возлечь с эфиопом, предлагающим ему в награду волшебный дворец, после чего жена посрамляет его.
В «Городе Солнца», изобретенном Кампанеллой, уличенным в содомии в первый раз делают выговор и заставляют два дня носить привешенные на шею башмаки в знак «извращения естественного порядка», а при повторении увеличивают наказание до смертной казни. Для сравнения, «Утопия» Томаса Мора тему гомосексуальности игнорирует, а Фрэнсис Бэкон подчеркивает, что любовь между мужчинами в его Новой Атлантиде отсутствует, зато «нигде не найти такой верной и нерушимой дружбы».
Лица, чья возможная альтернативная сексуальность становилась предметом обсуждения современников и/или потомков:
- Пара из Венеции в XIV веке: Джованни Браганца и Николето Марманья[10].
- Философ-платоник Марсилио Фичино (1433—1499) и поэт Джованни Кавальканти (1444—1509). Фичино в своих сочинениях много и красочно писал о любви между мужчинами, но толковал её в платоническом духе, то есть порицал телесное соединение. Письма Фичино к Кавальканти, опубликованные в 1492 году, некоторыми авторами толковались в гомосексуальном контексте[11]. Сам Фичино, комментируя «Пир» Платона, указывал, что если кто предается любви «вопреки естественному порядку, с мужчинами … поистине злоупотребляет достоинствами любви»[12].
- Леонардо да Винчи (1452—1519). Сексуальность Леонардо да Винчи часто обсуждается[13]. Женат он не был, о романах с женщинами достоверных сведений нет. Ряд авторов, вслед за словами Вазари, предполагают интимные отношения с юношами[14], другие считают, что несмотря на гомосексуальность живописца, отношения с учениками не были интимными.
- Микеланджело Буонарроти (1475—1564)[15]. Никогда не был женат, известны его близкие отношения с молодыми людьми. Распространена также интерпретация большей части лирики Микеланджело как гомоэротической[16], хотя нужно учитывать её платонический характер.
- Джованни Бацци (Содома), художник (1477—1549).
- Папа Лев X (1475—1521). На его гомосексуальные наклонности намекает историк Франческо Гвиччардини[17]. По другому мнению, такие сведения были частью антипапской пропаганды[18].
- Папа Юлий III (1487—1555). В 1546 году он познакомился с 14-летним неграмотным юношей Инноченцо, который был усыновлен братом будущего папы. В 1550 году, когда Юлий III был избран папой, он немедленно сделал 17-летнего Инноченцо кардиналом. Венецианский посол Маттео Дандоло и историк Онофрио Панвинио указывали на интимную связь между папой и его «племянником»[19], а поэт Жоашен дю Белле называл юношу «Ганимедом, носящим красную шапку»[20].
- Пьетро Аретино (1492—1556), писатель, хотя и имел внебрачных детей, по утверждениям был неравнодушен к мальчикам[21].
- Бенедетто Варки (1502/3-1565), историк и поэт. Биографы сообщают о его романе с Джованни де Пацци, а также некоторых других[22].
- Микеланджело Караваджо (1571—1610). Гомоэротический характер его работ является предметом обсуждения[23]. Иногда предполагается, что его ученик Чекко был его возлюбленным[24].

Официально обвинявшиеся в содомии:
- Помпоний Лет (1425—1498), гуманист. В 1466 году заключен под стражу, но затем освобожден. Автор латинских гомоэротических эпиграмм[25].
- Леонардо да Винчи. Обвинен в 1476 году в содомии вместе с другими лицами после тайного доноса, после расследования освобождён[26]. Во Флоренции той эпохи процветали ложные доносы (так называемые «Рты истины»), поэтому истинность обвинения остается под вопросом.
- Бенвенуто Челлини. Несколько раз обвинялся в содомии и приговаривался к уплате штрафа[27].
- Просперо Фариначчи (1554—1618). Судья из Рима, выносивший приговоры содомитам. Обвинен в 1595 году в интимных отношениях с 16-летним пажом Берардино Роччи[28].

Казнённые или приговорённые к казни:
- Джованни ди Джованни, подросток из Флоренции. Обвинен в пассивной содомии и казнён 7 мая 1365 года путём заливания расплавленного железа в задний проход[29].
- Гуманист и историк Джакопо Бонфадио, обвинённый в соблазнении ученика, сожжён на костре 19 июля 1550 года в Генуе[30].

## Франция

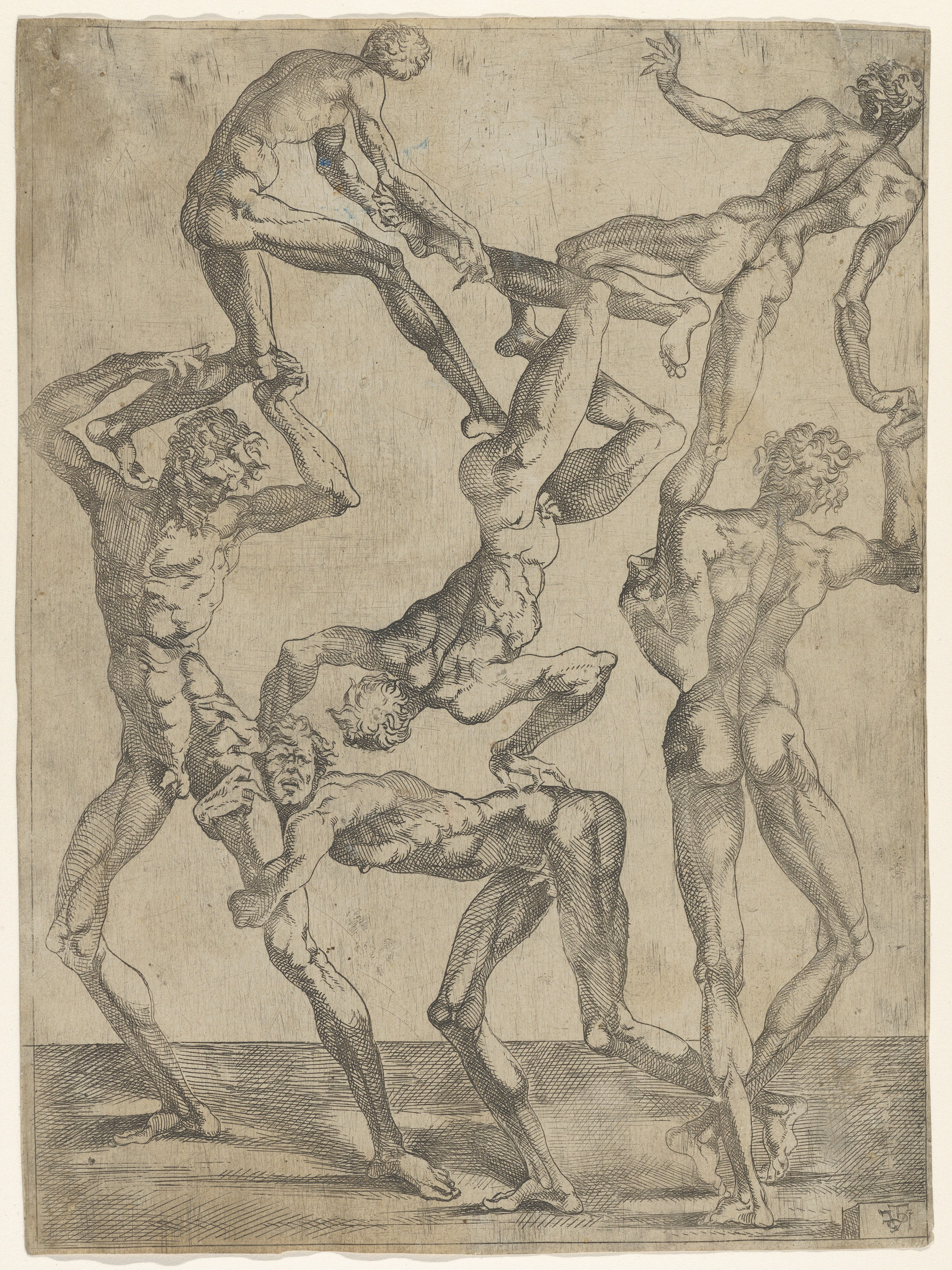
Жюст де Жюст, «Человеческая пирамида», 1540-е

Лица, чья альтернативная сексуальность становилась предметом обсуждения:
- Теодор де Без (1519—1605). Уроженец Франции, переселился в Женеву. В стихотворный сборник, опубликованный в 1548 году, включил гомоэротическое стихотворение[31]. Позднее, став протестантским теологом, осудил свои стихи, написанные в молодости.
- Король Генрих III (1551—1589). Мнение о его интимных отношениях с несколькими «миньонами» было широко распространено при жизни короля. Так, три сатирических сонета о Генрихе III и его миньонах приписываются Ронсару[32]. Как указывает Й. Хёйзинга, первоначально, в XIV—XV веках, институт миньонов считался почётным и обычно не возбуждал подозрений, но в случае с Генрихом III «предосудительный характер его миньонов не вызывает сомнений»[33].
- Анн де Жуайез, фаворит короля Генриха III.
- Теофиль де Вио, поэт[34]. Покинул Францию.

Обвинённые в содомии:
- Мюре, Марк-Антуан (1526—1585), гуманист. Заключен под стражу, затем освобожден и бежал в Италию со своим возлюбленным Меммием Фремио, в 1554 году в Тулузе сожжено его изображение как гугенота и содомита[35].
- Композитор Доминик Фино, казнен за содомию в Лионе около 1556 году (по сообщению Джироламо Кардано в «Теоносте»)[36].
- Энтони Бэкон (старший брат Фрэнсиса Бэкона), в 1587 году признан виновным в содомии, но избежал костра благодаря вмешательству Генриха IV[37].

Во французской литературе:
- Поэма Ронсара «Гилас» (1569)[38]. В поэме «Орфей» рассказывается история Ифиса из Овидия. (p. 129)
- Ещё одна приписываемая Ронсару поэма об Антиное[39].
- Сатира на содомию, написанная Этьеном Жоделем.

## Англия
Обвиненные в содомии:

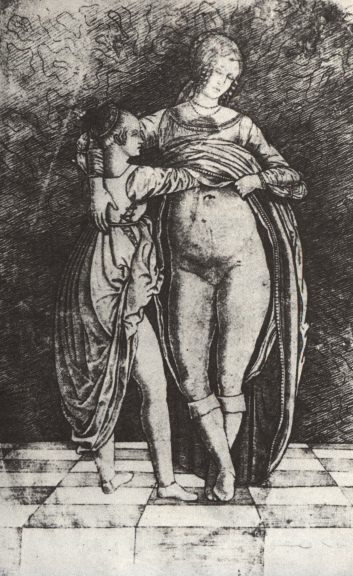
Андреа Зоан (1464—1526), «Две женщины»

- Сохранились материалы дела 1395 года, когда Джон Рикенер, трансвестит, занимавшийся проституцией, был арестован и допрошен[40].
- Уолтер, лорд Хангефорд, казнен в 1540 году за измену, но осужден также по английскому Статуту 1534 года[41][42].
- Николас Юдол, английский драматург. В 1541 году обвинен по Статуту 1534 года в отношениях с учеником Томасом Чейни, приговорён к году тюрьмы[42].

Лица, чья альтернативная сексуальность становилась предметом обсуждения:
- Ричард II. Его упрекали в интимной связи с «официальным любимцем», Робертом де Вером[43][44].
- Фрэнсис Бэкон (1561—1626), философ. Ряд упоминаний о его гомосексуальных связях содержится в воспоминаниях современников[45]. Тем не менее, известно о его отношениях с женщинами: с Элизабет Хаттон, а позднее — с Алисой Барнхэм, ставшей его супругой.
- Кристофер Марло (1564—1593), драматург. Сведения о его гомосексуальности фигурировали в допросах свидетелей по его делу. Однако ряд учёных считают, что полагаться на них нельзя. Сюжеты, связанные с однополой любовью, присутствуют в пьесе «Эдуард II» и в поэме «Геро и Леандр».
- Уильям Шекспир (1564—1616), драматург и поэт. Автор цикла сонетов, часть которых обращена к юноше. Некоторые исследователи считают их содержание гомоэротическим; другие полагают, что имеются в виду близкие отношения без сексуального подтекста[46].
- Король Шотландии и Англии Иаков I (1566—1625). Его отношениям с герцогом Бекингемом и другими фаворитами специально посвящены две монографии: Дэвида Берджерона (1999) и Майкла Янга (2000)[47]

## Испания и Португалия
В Испании между 1540 и 1700 годами за содомию были привлечены около 1600 человек.

В 1591 году Фелипа де Соза из города Баия (Бразилия) была обвинена инквизицией в содомии.

## Нидерланды

### Нидерланды до разделения

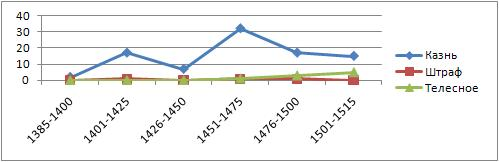
Преследования содомитов в Брюгге конца XIV-начала XVI вв.

В Брюгге с 1490 по 1515 год были сожжены шестнадцать содомитов, из которых шестеро были иностранцами, в ещё пяти случаях осуждение не повлекло за собой казнь. 21 случай осуждения соответствует 15,4 %, содомия была вторым по распространённости преступлением после воровства (46.3 %). В пяти случаях осуждения, но не казни, речь шла о ребёнке и о четырёх женщинах, обвинённых в некоем виде противоестественного греха содомии (нидерл. (zekere specyen van der onnatuerlike zonde van zodomye).

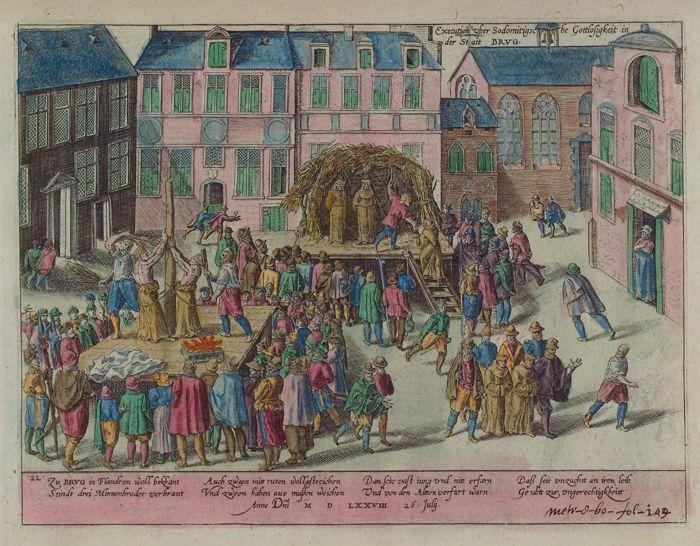
Сцена казни так называемых «содомитов» в Брюгге из «Spieghel ofte afbeeldinghe der Nederlandtsche Geschiedenissen» Франса Хогенберга.

 В ходе Нидерландской революции в Брюгге к власти пришли протестанты (1578 — 1584) и к этому периоду относится казнь содомитов 26 июля 1578 года, изображённая Франсом Хогенбергом.

## Трансвестизм
Мотив переодевания в одежду противоположного пола использовался для создания парадоксальных литературных ситуаций.
В XXV песне поэмы Ариосто «Неистовый Роланд» героиня Флордеспина влюбляется в воительницу Брадаманту, приняв её за юного рыцаря, и страдает, узнав о том, что Брадаманта — девушка. Её брат Рикардет выдумывает историю якобы её чудесного превращения в мужчину, после чего соблазняет Флордеспину, ответившую на его любовь (это пародия на сюжет Овидия, где превращение Ифис в юношу происходит «на самом деле»).
В романе «Диана» испанского писателя Хорхе Монтемайора (1558) героиня Селия влюбляется в «пажа» (переодетую юношей Фелисмену) и умирает от неразделенной любви.

## Европа и другие народы
Эпоха Великих географических открытий привела к знакомству европейцев с обычаями многих народов. В частности, культовая гомосексуальность у некоторых индейских племён поражала европейцев и становилась одной из тем обсуждения в диспутах по индейскому вопросу.
Епископ Томас Ортис в меморандуме 1530-х годов отмечал: «Люди из континентальных Индий едят человеческое мясо и подвержены содомскому греху более, чем любые другие индейцы. Они не знают никакой законности, ходят голыми, не знают ни любви, ни стыда… это дикие животные». Хуан Хинес де Сепульведа во время диспута 1550 года со ссылкой на «Всеобщую и естественную историю» Фернандеса де Овьедо приводил встречающиеся у индейцев антропофагию, человеческие жертвоприношения и содомский грех как обоснование того, что все индейцы — «варвары в своих обычаях и большей частью варвары по природе». Лас Касас, возражая оппонентам, писал: «И у Овиедо хватает духу утверждать, что все индейцы с Кубы и с Эспаньолы — содомиты! Думается мне, что где бы ни пребывал ныне Овиедо, не миновать ему расплаты за этот вымысел…».
Мишель Монтень приводит сведения европейских путешественников о том, что женщины царства Пегу ходят почти обнаженными. «Они утверждают, что это придумано с тем, чтобы привлекать мужчин к женскому полу и отвлекать от их собственного, к чему этот народ чрезвычайно привержен».
Монтень, рассуждая о разнообразии и удивительности людских обычаев, отмечает: «Существуют народы, у которых можно увидеть публичные дома, где содержатся мальчики и где даже заключаются браки между мужчинами».
Кампанелла с возмущением указывает на существование публичных домов мужчин в Северной Африке.